# Caloplaca stellata
Caloplaca stellata är en lavart som beskrevs av Wetmore & Kärnefelt. Caloplaca stellata ingår i släktet orangelavar och familjen Teloschistaceae.   Inga underarter finns listade i Catalogue of Life.